# اعتراف (لئو تولستوی)
اعتراف (روسی قبل از اصلاحات: Исповѣдь؛ روسی: Исповедь، ت. «Íspovedʹ» پس از اصلاحات) یا اعتراف من، اثری کوتاه با موضوع مالیخولیا، فلسفه و دین از رمان‌نویس روس، لئو تولستوی است. تولستوی این کتاب را در سال‌های ۱۸۷۹ تا ۱۸۸۰، زمانی که در اوایل دههٔ پنجاه زندگی خود به سر می‌برد، نوشته است.
این کتاب در ایران با عنوان از دریچهٔ یادها نیز ترجمه شده است.